# Katholische Nachrichten-Agentur
Die Katholische Nachrichten-Agentur (KNA) ist ein von der katholischen Kirche in Deutschland getragenes und 1952 gegründetes Medienunternehmen mit Sitz in Bonn. KNA produziert und vermarktet Nachrichten in Form von Texten, Fotos, Filmbeiträgen, Graphiken und Audios an andere Medienunternehmen sowie an Multiplikatoren und an Entscheider in Kirche, Politik und Gesellschaft. In Europa ist sie laut eigenen Angaben die größte und leistungsfähigste katholische Nachrichtenagentur.

## Geschichte
Vorläufer der KNA waren der Christliche Nachrichtendienst (CND) und der Kirchliche Nachrichtendienst (KND).
Der CND wurde von Alfred Schwingenstein mit jungen Katholiken und Protestanten im Nachkriegsdeutschland zunächst als überkonfessioneller Pressedienst in München gegründet und erhielt bereits 1946 eine Lizenz. Man publizierte einen täglichen Pressedienst – Der Überblick – und richtete später ein Korrespondentennetz in Deutschland, Rom und London ein. 1948 startete man zweimal wöchentlich die Katholische Korrespondenz für die Zeitschriftenpresse. 1952 musste die CND aus finanziellen Gründen aufgegeben werden. Redaktionsräume, Archiv und Kundenbeziehungen übergab man an die neu gegründete Münchner Katholische Nachrichten-Agentur (KNA).
In Köln organisierten die beiden Geistlichen Wilhelm Peuler und Helmut Meisner 1948 den Kirchlichen Nachrichtendienst (KND), der einmal wöchentlich erschien.
Am 14. November 1952 entstand die Neugründung als Katholische Nachrichten-Agentur (KNA), zunächst in München, später in Bonn. Die Berichterstattung begann am 12. Januar 1953. Die neue KNA bestand aus 44 Gesellschaftern:
- Diözesen: alle damaligen 22 Bistümer hielten 50 % an der Gesellschaft
- Bistumsverlage: 11 katholische Verlage
- Tageszeitungsverlage: 11 katholische Tageszeitungsverleger, darunter die der Aachener Zeitung, Kölnische Rundschau, Rheinische Post, Ruhr Nachrichten; zusammengefasst in der Unitas Verlagsgesellschaft

2009 wurde die Gesellschafterstruktur neu geordnet. Die KNA wurde in kirchlichen Besitz übernommen. Die Unitas Verlagsgesellschaft als Beteiligung der Privatverlage wurde 2010 aufgelöst. Seit 2017 ist der Verband der Diözesen Deutschlands über die medienhaus GmbH mit 84 % der Hauptgesellschafter. Miteigentümer sind kirchliche Verlage, Diözesen und der Deutsche Caritasverband.

## Unternehmen
Die KNA versteht sich als Fachagentur für Nachrichten für katholische und nichtkatholische Medien und Multiplikatoren an der Nahtstelle zwischen Kirche und Gesellschaft. Im Fokus stehen Ereignisse und kirchenpolitische Vorgänge im In- und Ausland, ethische, sozialpolitische und kulturelle Fragen sowie die Vatikan-, Europa- und Nahostberichterstattung. Die Angebote der KNA (Text und Multimedia) richten sich an Presse, Hörfunk und Fernsehen.

## Organisation
In Rom unterhält die KNA zusammen mit ihren deutschsprachigen Partneragenturen in Österreich (Kathpress) und der Schweiz (Katholisches Medienzentrum) die Gemeinschaftsredaktion Centrum Informationis Catholicum (CIC).
KNA-Tochtergesellschaft ist die dreipunktdrei mediengesellschaft mbH sowie die KNA-Promedia-Stiftung, eine Förderinitiative für junge katholische Journalisten. Darüber hinaus besteht Zusammenarbeit mit dem Institut zur Förderung publizistischen Nachwuchses e. V. (ifp).
Chefredakteur der KNA ist seit 2022 Bernward Loheide, stellvertretender Chefredakteur und CvD ist Thomas Winkel, Nachrichtenchef Gottfried Bohl. Am 1. September 2013 wurde Theo Mönch-Tegeder von KNA-Aufsichtsrat und Gesellschafterversammlung zum Geschäftsführer der Katholischen Nachrichten-Agentur gewählt; er trat die Nachfolge von Thomas Juncker an. Nachfolgerin des am 13. Mai 2018 plötzlich verstorbenen Mönch-Tegeder wurde zum 1. November 2018 Andrea Rübenacker.
Seit dem Jahr 2011 befindet sich die Zentralredaktion der KNA im Katholischen Medienhaus in Bonn, unter einem Dach mit den Redaktionen von Filmdienst, Medienkorrespondenz, katholisch.de sowie mit weiteren kirchlichen Medien. Nationale Redaktionen gibt es – außer Bonn – in Berlin, Augsburg, Frankfurt a. M., Freiburg, Hamburg, München, Nürnberg, Osnabrück, Stuttgart und Trier. Internationale Vertretungen sind in Rom, Jerusalem, Bogotá, Brüssel und Washington, D.C.

## Publikationen
- KNA-Basisdienst
- Regionaldienste KNA-Bayern, KNA-Nordost, KNA-Nordwest, KNA-Südwest
- KNA-NewsTicker
- KNA-Themendienste (u. a. Papst/Vatikan, Islam, Judentum/Nahost, Medizin/Ethik, Migration/Integration)
- KNA-Data (Datenbankrecherche)
- KNA-Bild
- KNA-Fernsehdienst
- KNA-Gedenktage
- KNA-Terminkalender
- KNA-Dokumente-Dienst
- KNA-Journal
- KNA-NewsTicker
- KNA-Magazin
- KNA-Mediendienst
- KNA-Hintergrund